# Stéphane Demilly
Pour les articles homonymes, voir Demilly.
Stéphane Demilly, né le 26 juin 1963 à Albert (Somme), est un homme politique français. Il est successivement député, de 2002 à 2020, puis sénateur de la Somme.

## Biographie
Conseiller en communication et management de formation, il est le fils de Fernand Demilly, ancien président du conseil général de la Somme de 1988 à 2001 et ancien sénateur de la Somme de 1995 à 2004.
Il se présente une première fois comme suppléant de Gautier Audinot (DVD), élu député de la 5e circonscription de la Somme aux élections législatives de 1988. L'année suivante, il remporte la mairie d'Albert administrée par le communiste Claude Landas depuis 1977. Puis, il est élu conseiller régional de Picardie en 1992 sur la liste UDF-RPR menée par Gilles de Robien (UDF-PR).
En 2002, Gautier Audinot ne se représentant pas aux élections législatives, Stéphane Demilly est élu député. Il choisit alors de ne pas rejoindre la nouvelle UMP et de siéger dans le groupe UDF.
Ayant longtemps appartenu à la famille politique de l'Union pour la démocratie française (UDF), il rejoint durant l'entre-deux tours de l'élection présidentielle de 2007, le Nouveau Centre, scission de l'ex-Union pour la démocratie française, soutenant Nicolas Sarkozy, président de la République. Depuis 2012, il est membre de l'Union des démocrates et indépendants (UDI) fondé par Jean-Louis Borloo. 
Lors de la primaire de la droite et du centre, il apporte son soutien à Alain Juppé. 
En mai 2017, il déclare afficher certaines convergences de vue avec Emmanuel Macron et son mouvement La République en marche !, avec lequel il pourrait s’inscrire dans une « majorité de projets ». 
Il est réélu député lors de l'élection législative de 2017 dès le premier tour avec 53,77 % des voix. À l'Assemblée nationale, il copréside le groupe les Constructifs : républicains, UDI et indépendants.
Le 30 juin 2017, il démissionne de ses postes de maire, et au 7 juillet celui de la présidence de la communauté de communes du Pays du Coquelicot. Il laisse son poste à Claude Cliquet, UDI.
En octobre 2019, il est désigné tête de liste par l'UDI pour les élections municipales de 2020 à Albert et permet à Claude Cliquet, maire sortant, d'être réélu.
Il est élu sénateur de la Somme le 27 septembre 2020 à la tête d'une liste UDI.

### Auteur
En 2017, avec Sylvain Champonnois, ils reçoivent le prix Louis-Castex de l’Académie française pour leur ouvrage Henry Potez. Une aventure industrielle.

## Détail des fonctions et mandats
- 20 mars 1989 - 30 juin 2017 : maire d'Albert (réélu en 1995, 2001, 2008 et 2014)
- 1992 - 2002 : conseiller régional de Picardie
- 1993 - 1998 : vice-président du conseil régional de Picardie
- 2002 - 2017 : président de la communauté de communes du Pays du Coquelicot
- 19 juin 2002 - 30 septembre 2020 : député de la cinquième circonscription de la Somme[9]
- 1er octobre 2020 - en cours : sénateur de la Somme